# Chungju Hummel FC
El Chunju Hummel FC es un equipo de fútbol de Corea del Sur que milita en la K League Challenge, la segunda liga de fútbol más importante del país.

## Historia
Fue fundado en el año 1999 en la ciudad de Chungju con el nombre Hummel Korea FC por su dueño Hummel International (fabricante de uniformes deportivos), y han tenido varios nombre en su historia por los cambios de ciudad, los cuales han sido:
- 1999/03 : Hummel Korea FC
- 2003/06 : Uijeongbu Hummel FC
- 2006/08 : Icheon Hummel FC
- 2008/10 : Nowon Hummel FC
- 2010 : Chungju Hummel FC